# سن-کتولیژنوئوه
شهر سن-کتولیژنوئوه (به فرانسوی: Sint-Katelijne-Waver) در شهرستان مشلان در استان آنتوئر در منطقه فلاندری در کشور بلژیک واقع شده‌است.

## نگارخانه

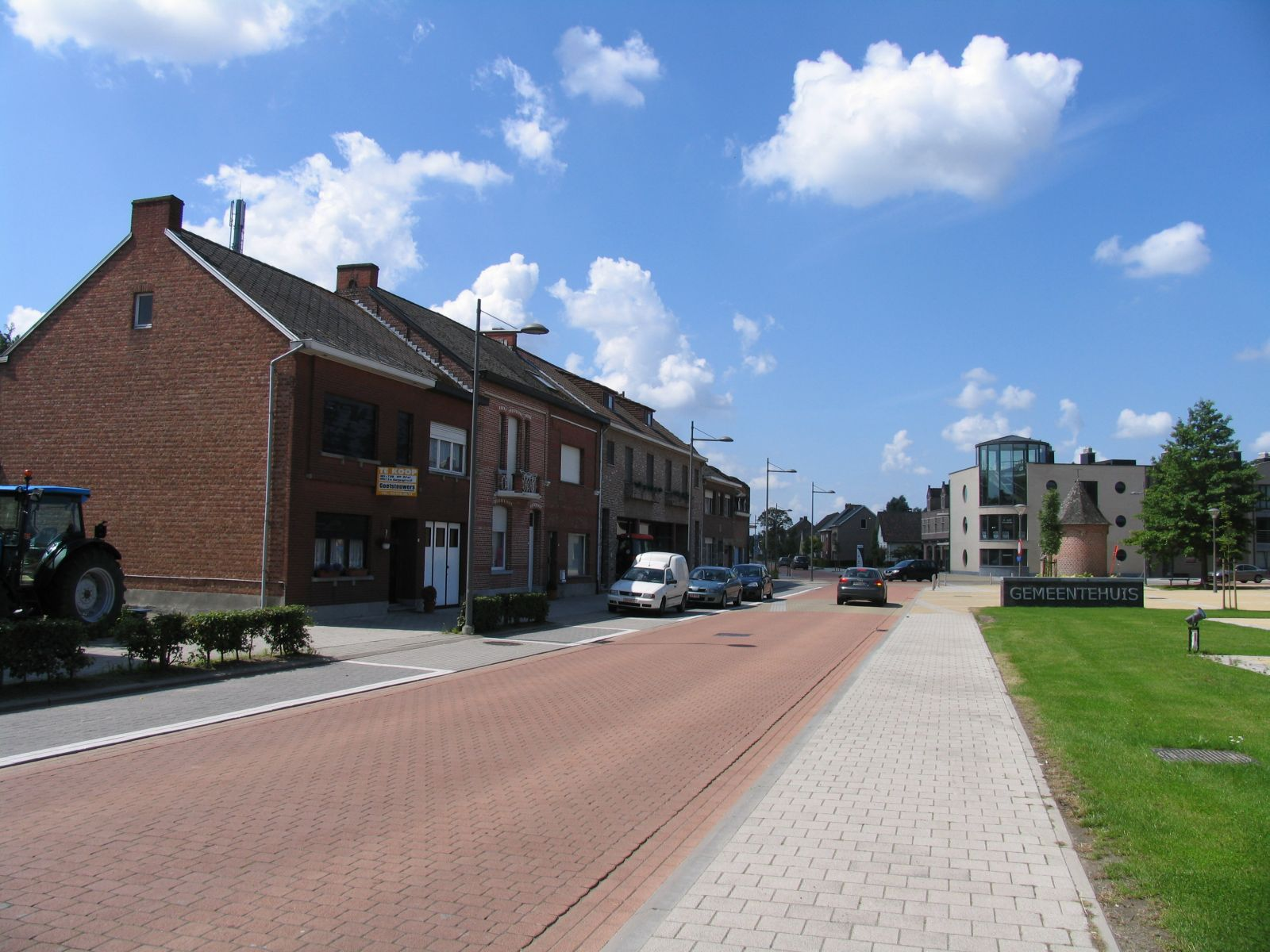
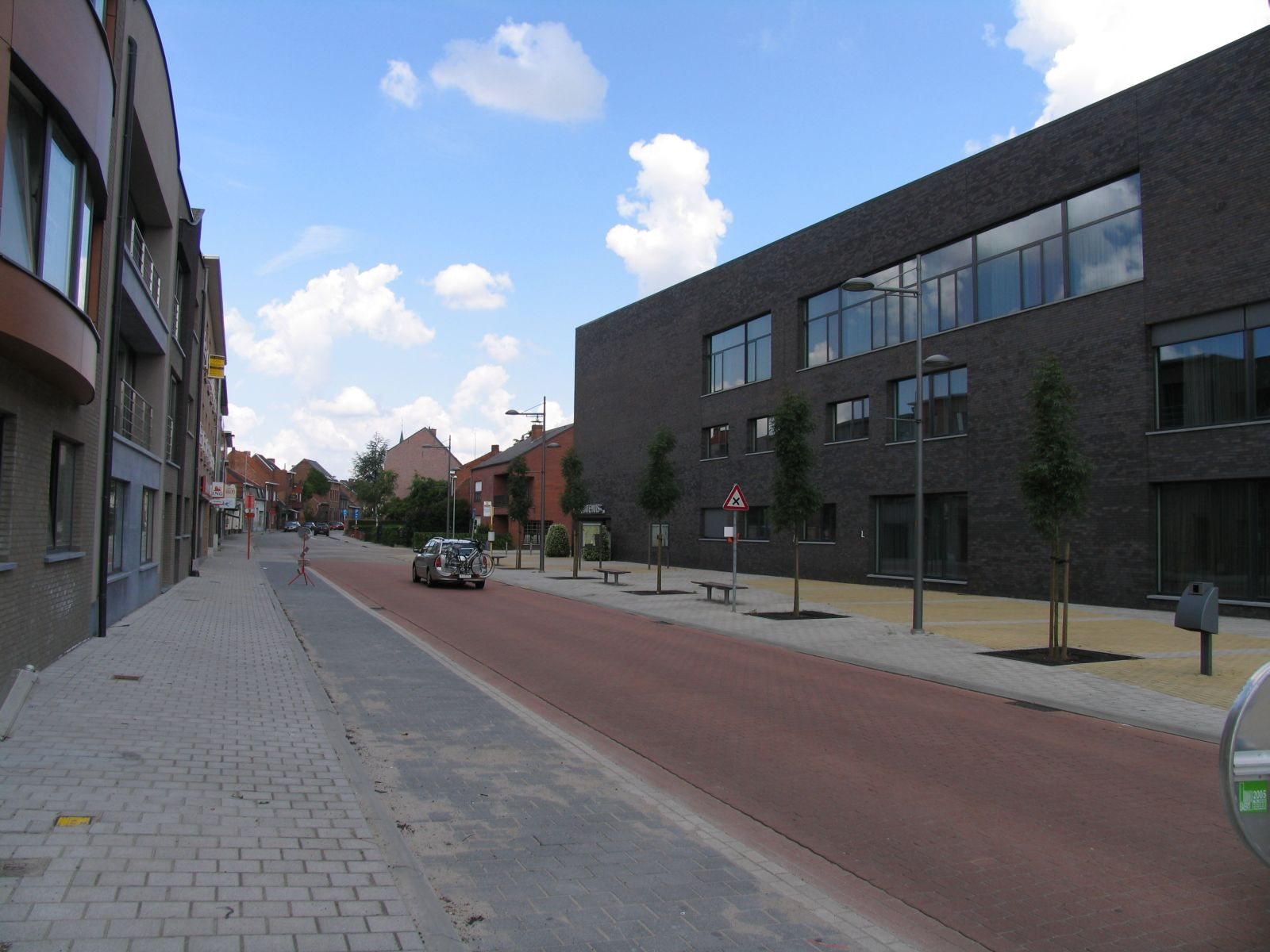
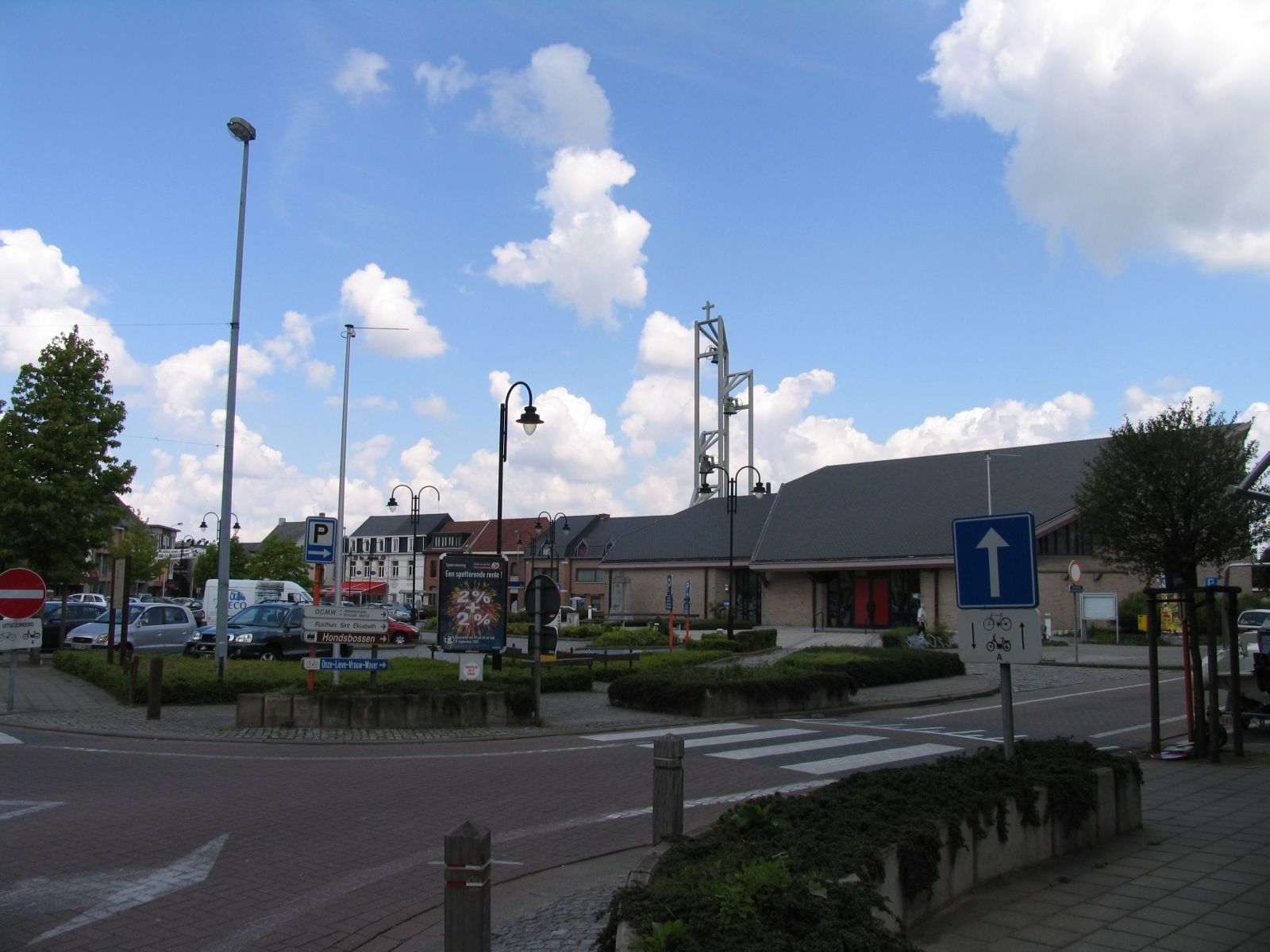
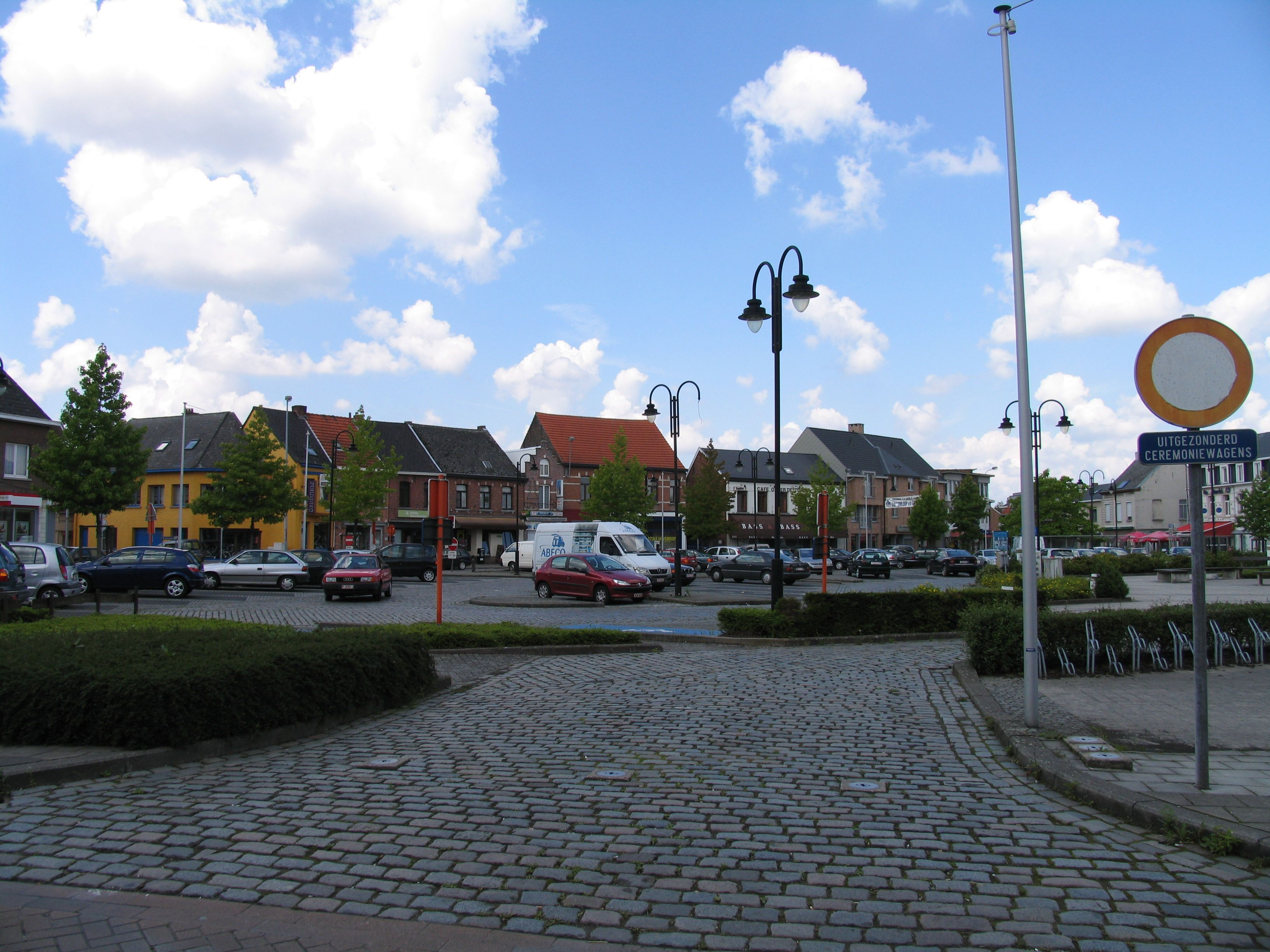
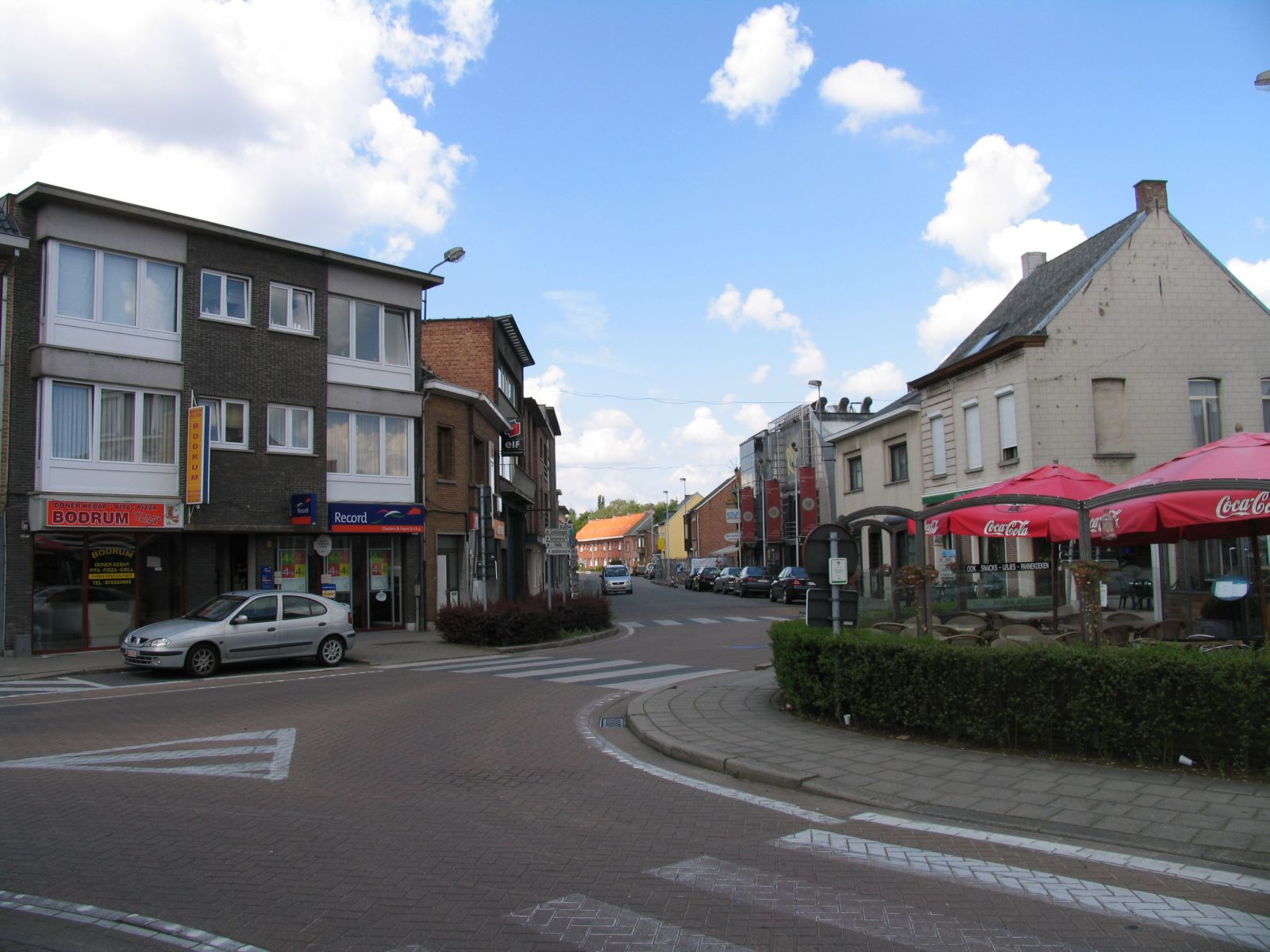